# Цыкино
Цыкино — село в городском округе Сокольский Нижегородской области России.

## География
Село расположено в северо-западной части Нижегородской области, на территории Волжско-Ветлужской низменной равнины, в зоне, характеризующейся распространением хвойно-широколиственных лесов. Оно находится к югу от реки Ломни. Расстояние до административного центра округа, рабочего посёлка Сокольское, составляет около 12 километров по прямой. Высота над уровнем моря — 89 метров.

### Климат
Местный климат относится к умеренно континентальному типу. Лето здесь умеренно жаркое и непродолжительное, а зима — холодная и снежная. Средняя температура воздуха в январе, самом холодном месяце, составляет −12 °C (при абсолютном минимуме до −46 °С). В июле, самом тёплом месяце, средняя температура держится на отметке 18,5 °C (абсолютный максимум может достигать 37 °С). Ежегодно выпадает до 600 мм атмосферных осадков. Устойчивый снежный покров формируется обычно во второй половине ноября и сохраняется на протяжении 150—155 дней.
Часовой пояс
Село Цыкино, как и вся Нижегородская область, находится в часовой зоне МСК (московское время). Смещение применяемого времени относительно UTC составляет +3:00.

## Население
| 2002 | 2010 |
| ---- | ---- |
| 20   | →20  |

Динамика численности населения села прослеживается по данным различных переписей и учётов: в 1897 году здесь проживал 381 человек, к 1926 году население выросло до 610 жителей. В последующие десятилетия наблюдался спад: в 1956 году зафиксировано 441 житель, в 1996 году — 183, а к 2010 году число жителей сократилось до 128.

### Национальный состав
По результатам Всероссийской переписи населения 2002 года, население села составляли исключительно русские (100 %).

## История
По некоторым данным, уже в XVII веке Цыкино являлось центром одноимённой волости.
В историческом контексте село входило в состав Ковернинский уезда Костромской губернии до 1922 года, затем относилось к Ветлужский уезду той же губернии. После административно-территориальных преобразований 1929 года село стало частью новообразованного Сокольского района, позднее вошедшего в состав Нижегородской области.
Существует версия, что название села может быть связано либо с глаголом «цыкать», либо с личным именем «Цыка».
По информации Централизованной библиотечной системы Сокольского района, история церкви в Цыкино согласно некоторым данным, ведёт своё начало с XIII века, когда здесь существовал деревянный храм. Каменное здание церкви Вознесения Господня, заменившее деревянное на том же месте, было возведено на средства прихожан. Её строительство, начатое в 1822 году, продолжалось в течение восьми лет.
В советский период, решением Исполнительного комитета Ивановского областного совета от 11 декабря 1938 года церковь была закрыта. Здание храма подлежало ликвидации как культового сооружения и передаче Сокольскому райсовету для размещения культурного учреждения. Богослужения в храме возобновились в 1944 году. По имеющимся сведениям, Цыкинская церковь стала единственным храмом в Сокольском районе, избежавшим разрушения и разграбления в тот период. В селе также действовала церковно-приходская школа.
Архивные документы, в частности, клировые ведомости церквей Макарьевского уезда, сохранили имена священнослужителей Вознесенской церкви Цыкино, служивших здесь в период с начала XIX века до 1930-х годов. В разное время при храме несли службу священники, дьяконы, дьячки, пономари и псаломщики. Среди них упомянут диакон Александр Федорович Метелкин (родился в 1889 году), служивший в Цыкино до 1937 года и репрессированный на момент ареста. Также с селом связан Петр Иванович Преображенский (родился в 1867 году), сын местного дьячка Ивана Преображенского. Петр Иванович служил при Вознесенской церкви сначала псаломщиком, а позднее был рукоположен во диакона. Он также преподавал пение в церковно-приходской школе. Его дочь Екатерина стала супругой диакона Александра Метелкина. В числе священников церкви упоминаются Михаил Иванович Горский (выпускник Костромской духовной семинарии 1898 года) и Арсений Андреевич Скворцов, ставший священником в Цыкино с 1878 года. Арсений Скворцов также исполнял обязанности законоучителя в местной церковно-приходской школе до 1900 года.

## Достопримечательности
Село включено в «Государственные списки памятников истории и культуры Нижегородской области». Согласно этим спискам, на его территории находится объект культурного наследия — памятник градостроительства и архитектуры: церковь Вознесения Господня, построенная в 1822 году. Её статус охраняется государством согласно документу № 22.
На старинном сельском погосте (кладбище при церкви) похоронен известный плотник и резчик по дереву Емельян Степанович Зиринов (1812—1892). Его работы (дома, построенные его артелью) хранятся как экспонаты в Костромском архитектурно-этнографическом музее-заповеднике. По сведениям исследователей Антонины Мазериной и Марии Ореховой, изложенным в книге «Добрым людям на загляденье: домовая резьба Костромского края», ещё в 1960-е годы могилу мастера помнили жители окрестных деревень, но к настоящему времени её местонахождение, по-видимому, утрачено.